# Всемирная организация справедливой торговли
Всемирная организация справедливой торговли (WFTO), ранее - Международная федерация альтернативных продавцов (IFAT), была создана в 1989 и является международной ассоциацией, состоящей из 324 компаний, более, чем в 70 странах .
Участники Федерации – это работающие сообща производители, ассоциации производителей Справедливой торговли, компании экспортного маркетинга, импортёры, ретейлеры, национальные и региональные сети  и ассоциации справедливой торговли.
Миссия – продвижение организаций справедливой торговли на мировой арене и реализация принципов справедливой торговли в международных рыночных отношениях.
В основную область деятельности организации входит:
- Развитие рынка справедливой торговли;
- Укрепление доверия в рамках справедливой торговли;
- Продвижение идей справедливой торговли;
- Предоставление возможностей коммуникации;
- Расширение возможностей регионов.

В 2004 Международная ассоциация справедливой торговли начала проводить сертификацию организаций по стандартам справедливой торговли. Товарный знак Ассоциации справедливой торговли (FTO Mark) определяет зарегистрированные организации справедливой торговли по всему миру (а не продукты, как это происходит в случае с товарными знаками FLO International  и Справедливой торговли) и гарантирует, что стандарты справедливой торговли внедрены в компании в отношении: условий труда, заработной платы, детского труда и окружающей среды. Выполнение требований этих стандартов проверяется с помощью методов: самооценки, взаимных отзывов и внешних аудитов. FTO Mark доступен для всех членов организации, которые отвечают требованиям стандартов. В настоящее время зарегистрировано уже более 150 таких организаций.
Деятельность распространяется на: Африку, Азию, Латинскую Америку, некоторые страны Европы, Северной Америки и Азиатско-Тихоокеанского региона.
Члены-организации в Африке, Европе и Латинской Америке объединились, чтобы сформировать собственные региональные подразделения:
- Объединение Справедливой Торговли в Африке;
- Международная Ассоциация Справедливой Торговли. Азиатское подразделение;
- Международная Ассоциация Справедливой Торговли. Европейское подразделение;
- Международная Ассоциация Справедливой Торговли. Подразделение Латинской Америки.

## Стандарты Справедливой Торговли
Стандарты Справедливой торговли содержат минимальные требования, которым все организации- производители должны соответствовать, чтобы получить сертификат.
Есть два типа стандартов Справедливой торговли: Стандарты для организаций-производителей (фермеров) и в Стандарты для наёмного труда. 
Стандарты Справедливой торговли для организаций, в которые входят фермеры, включают в себя требования для демократического принятия решений, обеспечения права голоса для производителей и т. п. Они также включают в себя требования по наращиванию потенциала производителей и укреплению экономической организации.
Стандарты Справедливой Торговли() для наёмного труда служат для того, чтобы обеспечить работникам получение минимальной заработной платы и ведение коллективных переговоров. Сертифицированные в рамках Справедливой торговли плантации должны также отказаться от принудительного и детского труда, должны следить за соблюдением охраны здоровья и безопасностью работников в соответствии с данными требованиями. В ситуациях с работниками, стандарты Справедливой Торговли требуют «совместного органа», который будет создан при участии представителей обеих сторон: административного аппарата и самих сотрудников-фермеров. Этот совместный орган принимает решение о том, каким образом распоряжаться премиями Справедливой Торговли, на какие именно нужды плантации и сотрудников они будут потрачены.
Стандарты и процедуры Справедливой Торговли, утверждённые Международным Комитетом Стандартов Справедливой Торговли, а также внешним комитетом в составе всех заинтересованных лиц FLO (производители и торговцы) и внешних экспертов. Стандарты Справедливой Торговли устанавливаются их же органом (FLO) в соответствии с требованиями ISEAL Кодекс Добросовестной Практики в области установления стандартов, и дополняют нормы, изначально принятые заинтересованными лицами: производителями, трейдерами, внешними экспертами, инспекторами, сертифицирующим персоналом и т. д.

## Логотип Международной Ассоциации Справедливой Торговли
Логотип WFTO демонстрирует всеобщую приверженность организации идеям Справедливой торговли. Только члены Ассоциации имеют право использовать логотип WFTO. Созданная в 2004 году, система маркировки Организаций Справедливой Торговли (WFTO Logo) позволяет организациям, использующим логотип, показывать, что они следует 10 принципам Справедливой торговли, установленным Ассоциацией WFTO. Эти принципы касаются условий труда, прозрачности деятельности, уровня заработной платы, охраны окружающей среды, полового равенства и многого другого.
Логотип WFTO не является системой маркировки продукции - он используется для всего брэнда организации. Это отличает такие компании от коммерческих предприятий и устанавливает четкие границы для розничной торговли, партнеров, правительства и благотворителей.
WFTO в настоящее время разрабатывает систему Справедливой Торговли WFTO. Изначально, система была разработана для обособленных производителей, которые не соответствовали требованиям системы Сертификации Справедливой Торговли, предназначенным непосредственно для самой продукции. Система обеспечивает альтернативную гарантию того, что организация следует принципам Справедливой Торговли в своей деятельности. Как только организация получает сертификат по стандарту Справедливой Торговли(Fair Trade), она обретает право использовать логотипы на всех своих продуктах.

## 10 принципов Справедливой Торговли
WFTO устанавливает 10 принципов, которым должны следовать организации, сертифицированные по Fairtrade, в своей повседневной работе. Соблюдение данных принципов должно находиться под постоянным контроле.
1. Создание возможностей для экономически неблагополучных производителей
Сокращение нищеты посредством торговли является одной из главных целей организации. Организация поддерживает малых производителей, и не важно, являются ли они независимыми "семейными" предприятиями, или же группируются в ассоциации или кооперативы. Организация стремится дать им возможность перейти от нестабильных доходов и бедности к экономической самостоятельности и стабильности.
2. Прозрачность и подотчетность
Система управления и финансирования должна быть прозрачна. Организация несёт ответственность перед всеми заинтересованными сторонами и уважает конфиденциальность коммерческой информации. Организация считает важным создание возможностей для участия сотрудников, членов и производителей в процессы принятия решений. Это дает гарантию того, что соответствующая информация открыта и честна перед всеми своими партнерами, а каналы связи прозрачны на всех уровнях цепи поставок.
3. Практика Справедливой Торговли
Организация заботиться о социальном, экономическом и экологическом благополучии малых производителей и максимизирует их прибыль. Организация ответственна в вопросах выполнения своих обязательств в установленные сроки. Поставщики добросовестно выполняют контракты и поставляют продукцию в срок и надлежащего качества, соблюдая технические характеристики.
Организация поддерживает долгосрочные отношения, основанные на солидарности, доверии и взаимном уважении, которые вносят вклад в развитие и рост движения Справедливой Торговли. Этот принцип устанавливает эффективную коммуникацию со своими торговыми партнерами. Организация сотрудничает с другими организациями Справедливой Торговли в стране, чтобы избежать недобросовестной конкуренции.
Справедливая Торговля признает, поощряет и защищает культурную самобытность и традиции навыков малых производителей.
4. Справедливая цена
Справедливой ценой товара считается та, которая была согласована непосредственно с самими производителями. Такая цена обеспечивает справедливую оплату производителям и является устойчивой на рынке. В случаях, когда рыночная цена нестабильна, справедливая цена принимается за абсолютный минимум, ниже которого товар не может быть продан. Справедливая оплата труда означает обеспечение социально приемлемого вознаграждения, которое согласовано с самим производителем. При этом используется принцип равной оплаты за труд мужчин и женщин.
5. Отсутствие детского и принудительного труда
Организация придерживается Конвенции ООН о правах ребёнка и национального / местного законодательства об использовании детского труда. Организация гарантирует отсутствие принудительного труда.
6. Отсутствие дискриминации, равенство полов и право на свободу ассоциации
Организация не приемлет дискриминацию при приёме на работу, оплате труда, доступе к профессиональному обучению, карьерном росте, выходе пенсию по признакам расы, касты, национальности, религии, инвалидности, пола, сексуальной ориентации, членства в профсоюзе, политической принадлежности, ВИЧ / СПИД статуса или возраста.
Организация учитывает особые потребности в вопросах здоровья и безопасности беременных женщин и кормящих матерей. Женщины в полной мере могут участвовать в принятии решений, касающихся использования и распределения выгод от процесса производства.
Организация признает права работников создавать профсоюзы.
В независимости от пола, за одинаково выполненный объём работы мужчина и женщина должны получать одну и ту же зарплату.
7. Обеспечение хороших условий труда
Организация обеспечивает безопасные условия труда для работников. Она соответствует, как минимум, национальным и местным законам и конвенциям по охране труда.
Время работы и условия труда для работников должны соблюдаться условиями, установленными национальными и местными законами и конвенциями.
8. Обеспечение потенциала
Организация стремится увеличить рост развития малых производителей.
Организация развивает навыки и возможности своих сотрудников и членов. Организации, работающие непосредственно с малыми производителям, разрабатывают конкретные мероприятия, чтобы помочь этим производителям улучшить свои навыки управления, производственные возможности и доступ к рынкам.
9. Распространение идей Справедливой Торговли
Организация повышает уровень осведомленности о целях Справедливой Торговли во всем мире. И способствует распространению идеи справедливости в мировой торговле. Организация предоставляет своим клиентам информацию о себе, о своём продукте, и организациях-производителях, которые производят продукты. Честная реклама и маркетинг только приветствуются.
10. Уважение к окружающей среде
Все организации используют переработанные или легко разлагаемые материалы для упаковки, насколько это возможно. Они используют технологии производства, направленные на снижение потребления энергии и, где возможно, используют возобновляемые источники энергии, которые минимизируют выбросы парниковых газов. Они стремятся свести к минимуму воздействие их отходов на окружающую среду.
Покупатели и импортеры продукции отдают предпочтение покупке продуктов, изготовленных из сырья, которое произведено из устойчиво возобновляемых источников.

## WFTO-Азия
Азиатские подразделение WFTO насчитывает порядка 90 организаций «Справедливой торговли». Страны-члены данного подразделения представляют, главным образом беднейшие части континента: Бангладеш, Китай, Индия, Камбоджа, Индонезия, Корея, Лаос, Непал, Пакистан, Филиппины, Шри-Ланка, Таиланд, Тимор-Лешти и Вьетнам. Среди них имеются организации: производители, кооперативы, предприятия розничной торговли, НПО и религиозные организаций.